# Břetislavka
Břetislavka (Na Břetislavce) je bývalá usedlost a v současné době restaurace a rezidenční komplex v Praze 6-Dejvicích, která stojí na křižovatce ulic V Šáreckém údolí a V Podbabě poblíž soutoku Šáreckého a Lysolajského potoka.

## Historie
Budova stojí v Podbabě na kraji Šáreckého údolí u křižovatky cest do Lysolají a na Jenerálku. Bývala zde zřejmě i vinice s usedlostí, kterou ve druhé polovině 19. století přestavěl její majitel na výletní hostinec. Ten se později stal centrem divadelního dění a sídlil v něm také místní Sokol.
Hostinec včetně sokolovny a dalších přístaveb byl v průběhu 20. století výrazně poznamenán řadou stavebních zásahů a v konečné fázi také katastrofálními povodněmi v roce 2002. 

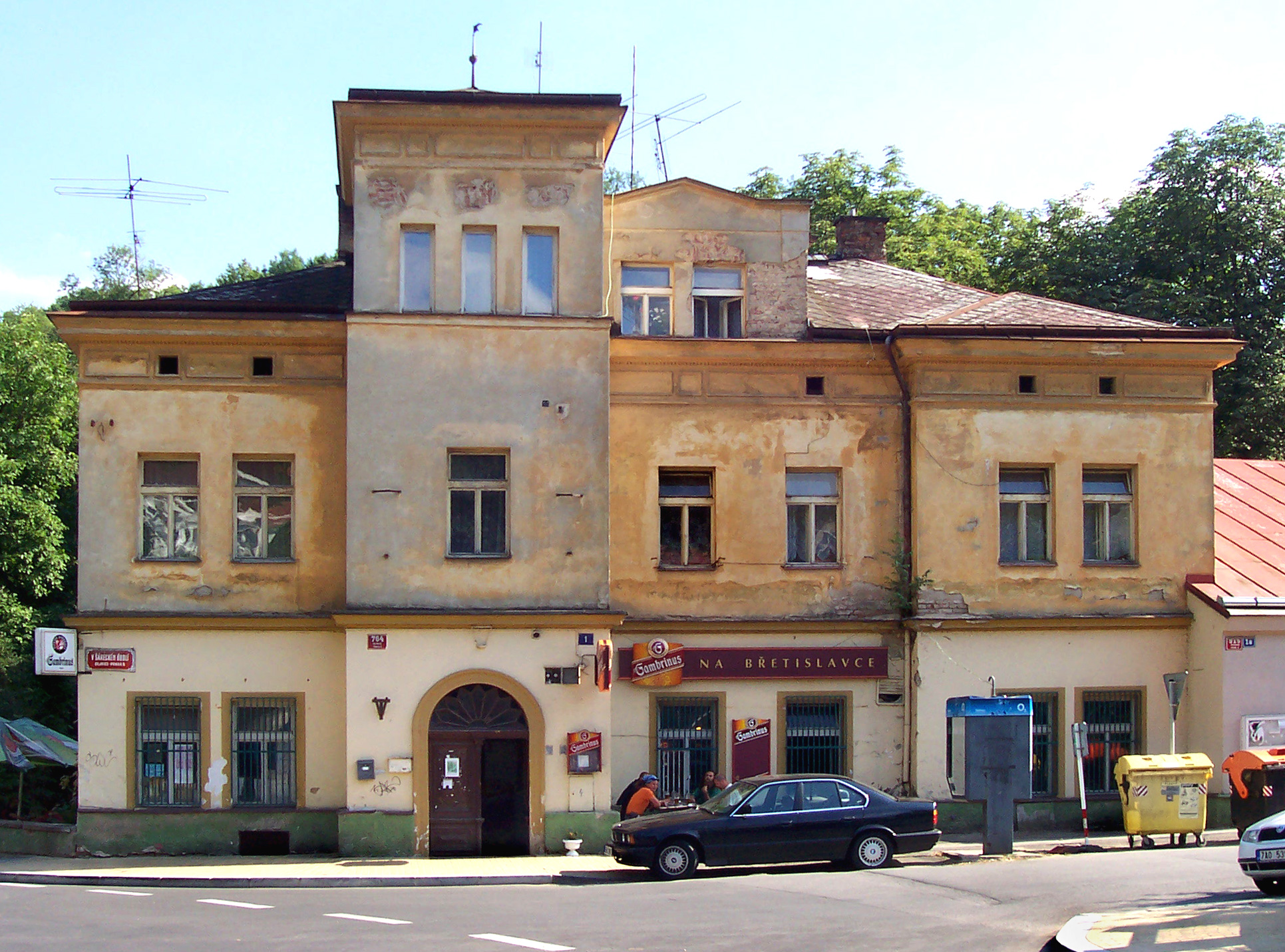
Stav hostince Na Břetislavce v roce 2007

V roce 2016 prošla usedlost i její okolí náročnou rekonstrukcí. Původní historická budova byla očištěna od přístaveb a dle zachované dobové dokumentace byla kompletně obnovena štuková výzdoba. Na místě bývalých garáží byla postavena nová ubytovací část, s železobetonovou konstrukcí a modřínovým obkladem. Volba dřevěného obkladu byla výsledkem snahy zachovat důstojnost a dominantu starého domu. Umístění 1. NP nové přístavby bylo určeno požadovanou kótou 1 m nad zaznamenanou nejvyšší úrovní povodně.